# 約翰·倫斯特查姆
約翰·隆特史譚（英語：John Lundstram；1994年2月18日—）是英格蘭的一位足球運動員，在場上司職中場。出身英超球隊埃弗顿青訓系統，但曾先後被被外借至唐卡斯特流浪、約維爾和莱顿东方，他現在效力於土耳其足球超级联赛球隊特拉布宗体育。2010年，他開始效力於英格蘭U17國家足球隊之後他效力過英格蘭的各級青年國家足球隊，並且代表英格蘭參加了2013年U20世界杯的賽事。也代表英格蘭各級青年隊參加比賽。

## 外部連結
- 足球数据库：約翰·倫斯特查姆的球员统计数据